# Atanasio de Jerusalén
Atanasio (Jerusalén?, s. V - 451 o 452) fue un diácono de Jerusalén, muerto por haber defendido las decisiones del concilio de Calcedonia. Es venerado como santo por las Iglesias ortodoxa y la católica.

## Biografía
Diácono de la iglesia de la Resurrección o Basílica del Santo Sepulcro de Jerusalén. Durante el Concilio de Calcedonia (451), el monje Teodosio, suplantando al obispo Juvenal de Jerusalén, incitó al pueblo de Jerusalén a rebelarse contra el concilio, erigiéndose en caudillo de los eutiquianos, herejes seguidores de Eutiquio de Constantinopla que negaron la existencia de la naturaleza humana de Cristo. Atanasio recriminó públicamente la actitud de Teodosio para intentar dividir la Iglesia y dio apoyo al concilio. 
Teodosio, enojado, lo mató o le hizo matar, por decapitación.

## Veneración
Considerado mártir por la fe, Atanasio no consta en los sinajarios ni libres litúrgicos ortodoxos. En el Martirologio romano fue introducido para Cesare Baronio, que se fijó la fecha de la festividad fuera el 5 de julio.
- Datos: Q8207863